# Lytchett Matravers
Lytchett Matravers är en ort och civil parish i Storbritannien.   Den ligger i kommunen Dorset och riksdelen England, i den södra delen av landet, 160 km sydväst om huvudstaden London. Lytchett Matravers ligger 86 meter över havet och antalet invånare är 3 271.
Terrängen runt Lytchett Matravers är huvudsakligen platt. Lytchett Matravers ligger uppe på en höjd.Runt Lytchett Matravers är det ganska tätbefolkat, med 108 invånare per kvadratkilometer. Närmaste större samhälle är Bournemouth, 14,6 km öster om Lytchett Matravers. Trakten runt Lytchett Matravers består till största delen av jordbruksmark.